# 蘇希亞爾 (斯塔維謝區)
49°23′1″N 30°0′51″E / 49.38361°N 30.01417°E
蘇希-亞爾（烏克蘭語：Сухий Яр）是位於烏克蘭北部的村莊，由基辅州白采爾克瓦區的斯塔維謝市鎮負責管轄。該村處於托爾茨河畔，始建於1739年，面積1.97平方公里，海拔高度236米，人口525人。